# Коста-Орьенталь

Коста-Орьенталь (исп. Comarca de la Costa Oriental)  — район (комарка) в Испании, входит в провинцию Кантабрия в составе автономного сообщества Кантабрия.

## География
Район расположен на южном побережье Бискайского залива у восточной границы провинции со Страной Басков. На юге граничит с районом Асон-Агуэра, на западе — с районом Трасмьера.

## Демография
По данным Национального института статистики, в 2012 году население района насчитывало 54 046 жителей с крупнейшими муниципалитетами Кастро-Урдиалес (32 522), Ларедо (12 094) и Колиндрес (8140). Район испытывает сильное влияние со стороны мигрантов из соседней Страны Басков.

## Муниципалитеты
1. Кастро-Урдиалес
2. Колиндрес
3. Ларедо (Кантабрия)
4. Льендо